# Roman Stantien
Roman Stantien (* 16. října 1964 Kyjov) je bývalý slovenský hokejový útočník, později trenér. Většinu aktivní hokejové kariéry odehrál v české hokejové extralize.

## Hráčská kariéra
Do československé hokejové ligy nastoupil poprvé v sezóně 1986/87 v Dukle Trenčín, ale pravidelně začal nastupovat od sezóny 1991/1992, kdy hrál z HK ŠKP Poprad. V ročníku 1993/94 vybojoval s Trenčínem slovenský titul. Poté přestoupil do týmu nováčka české extraligy HC Dadák Vsetín, se kterým získal český titul hned v první sezóně. Ve Vsetíně odehrál většinu kariéry a byl u všech šesti titulů tohoto klubu (v letech 1994/95, 1995/96, 1996/97, 1997/98, 1998/99 a 2000/01). S přestávkami (v sezóně 2001/02 hrál za Chabarovsk a Vítkovice a 2004/05 za HC Slovan Bratislava) hrával ve Vsetíně až do roku 2007. Ve věku 42 let se vrátil na Slovensko, kde odehrál ještě dvě sezóny a v roce 2009 svou kariéru ukončil.

## Trenérská kariéra
Jako trenér začínal ve slovenské nejvyšší soutěži v klubu HK Nitra, působil jako asistent hlavního trenéra v ročníku 2010/11. V ročníku 2011/12 opět stál na střídačce Nitry jako asistent, od ledna 2012 přestoupil do týmu HC Slovan Bratislava, ve kterém působil jako asistent trenéra Jana Neliby, tým společně dovedli k mistrovskému titulu. Následující sezonu se Bratislava odhlásila ze slovenské nejvyšší soutěže a přihlásila se do KHL. Ve Slovanu Bratislava vydržel trénovat do roku 2014. Poprvé byl jmenovaným hlavním trenérem A-týmu v ročníku 2014/15, HC Dukla Trenčín vedl s asistentem Branislavem Jánošem (bývalý spoluhráč). Duklu Trenčín dovedl do čtvrtfinále. Ročník 2015/16 a 2016/17 se vrátil zpátky do Slovan Bratislava, opět působil ve funkci asistenta hlavního trenéra. Také působil jako hlavní trenér MHK Dubnica nad Váhom, který hraje druhou nejvyšší soutěž. V roce 2021 se stal novým trenérem VHK ROBE Vsetín.

## Klubové statistiky
| Sezona  | Klub                           | Soutěž | Základní část | Základní část | Základní část | Základní část | Základní část | Základní část | Play off | Play off | Play off | Play off | Play off | Play off |
| Sezona  | Klub                           | Soutěž | Z             | G             | A             | B             | TM            | + / -         | Z        | G        | A        | B        | TM       | + / -    |
| ------- | ------------------------------ | ------ | ------------- | ------------- | ------------- | ------------- | ------------- | ------------- | -------- | -------- | -------- | -------- | -------- | -------- |
| 1986/87 | HC Dukla Trenčín               | ČSHL   | 3             | 0             | 0             | 0             | 0             |               |          |          |          |          |          |          |
| 1991/92 | ŠKP PS Poprad                  | ČSHL   | 36            | 11            | 16            | 27            |               |               | 5        | 2        | 4        | 6        |          |          |
| 1992/93 | ŠKP PS Poprad                  | ČSHL   | 44            | 14            | 12            | 26            | 57            |               |          |          |          |          |          |          |
| 1993/94 | HC Dukla Trenčín               | SEĽH   | 43            | 12            | 18            | 30            |               |               |          |          |          |          |          |          |
| 1994/95 | HC Dadák Vsetín                | ELH    | 55            | 12            | 16            | 28            |               |               |          |          |          |          |          |          |
| 1995/96 | HC Petra Vsetín                | ELH    | 40            | 7             | 9             | 16            | 20            |               | 13       | 2        | 5        | 7        | 8        |          |
| 1996/97 | HC Petra Vsetín                | ELH    | 51            | 9             | 15            | 24            | 26            |               | 10       | 2        | 1        | 3        | 10       |          |
| 1997/98 | HC Petra Vsetín                | ELH    | 32            | 9             | 11            | 20            | 64            |               | 10       | 1        | 2        | 3        | 34       |          |
| 1998/99 | HC Slovnaft Vsetín             | ELH    | 46            | 14            | 13            | 27            | 92            |               | 2        | 0        | 0        | 0        | 0        |          |
| 1999/00 | HC Slovnaft Vsetín             | ELH    | 51            | 10            | 16            | 26            | 57            | +1            | 9        | 2        | 1        | 3        | 2        | +2       |
| 2000/01 | HC Slovnaft Vsetín             | ELH    | 50            | 17            | 15            | 32            | 69            | +13           | 12       | 2        | 1        | 3        | 20       | +3       |
| 2001/02 | Amur Chabarovsk                | RHS    | 25            | 3             | 1             | 4             | 5             | 16            | -4       |          |          |          |          |          |
| 2001/02 | HC Vítkovice                   | ELH    | 13            | 3             | 2             | 5             | 6             | 0             | 5        | 0        | 2        | 2        | 2        | +3       |
| 2002/03 | HC Vsetín                      | ELH    | 51            | 12            | 16            | 28            | 56            | -1            | 4        | 0        | 0        | 0        | 6        | -2       |
| 2003/04 | Vsetínská hokejová             | ELH    | 49            | 8             | 20            | 28            | 60            | -4            |          |          |          |          |          |          |
| 2004/05 | Vsetínská hokejová             | ELH    | 9             | 0             | 5             | 5             | 0             | +2            |          |          |          |          |          |          |
| 2004/05 | Slovan Bratislava              | SEĽH   | 44            | 3             | 10            | 13            | 54            | +5            | 13       | 2        | 1        | 3        | 12       | +4       |
| 2005/06 | Vsetínská hokejová             | ELH    | 45            | 8             | 9             | 17            | 75            | -6            |          |          |          |          |          |          |
| 2006/07 | Vsetínská hokejová             | ELH    | 39            | 8             | 7             | 15            | 28            |               |          |          |          |          |          |          |
| 2006/07 | HC Mountfield České Budějovice | ELH    | 8             | 1             | 1             | 2             | 6             | +3            | 11       | 0        | 1        | 1        | 10       | 0        |
| 2007/08 | MsHK Žilina                    | SEĽH   | 53            | 9             | 23            | 32            | 46            | +6            | 4        | 1        | 1        | 2        | 2        | -2       |
| 2008/09 | MsHK Garmin Žilina             | SEĽH   | 23            | 8             | 11            | 19            | 26            | +9            |          |          |          |          |          |          |
| 2008/09 | HK Poprad                      | SEĽH   | 14            | 1             | 6             | 7             | 6             | -1            |          |          |          |          |          |          |

## Reprezentace
| Turnaj             | Místo konání                      | Z | G | A | B | Umístění  | Soupisky          |
| ------------------ | --------------------------------- | - | - | - | - | --------- | ----------------- |
| MS 1997            | Finsko (Helsinky, Turku, Tampere) | 8 | 2 | 0 | 2 | 9. místo  | Soupiska MS 1997  |
| ZOH 1998           | Japonsko (Nagano)                 | 4 | 0 | 0 | 0 | 10. místo | Soupiska ZOH 1998 |
| MS 1998            | Švýcarsko (Curych, Basilej)       | 0 | 0 | 0 | 0 | 7. místo  | Soupiska MS 1998  |
| Celkem na MS (2x)  |                                   | 8 | 2 | 0 | 2 |           |                   |
| Celkem na ZOH (1x) |                                   | 4 | 0 | 0 | 0 |           |                   |